# 村岡城 (越後国)
村岡城（むらおかじょう）は、新潟県長岡市村田・城之丘（旧三島郡和島村）に所在する日本の城跡。南北朝時代における越後国の南朝方の武将・村岡三郎（風間信昭の舎弟）の居城と伝わる。

## 概要
城跡は、日本海に面した角田山・弥彦山山塊から南西の西山丘陵に連絡し、旧島崎川が形成した旧和島村の低地帯を日本海から分断する細長い丘陵地帯に位置する。城跡の山の北側には、旧島崎川の流水を日本海へ直接排水させるために当丘陵を開削して1920年（大正9年）に造られた人工河川の島崎川（落水川）が流れている。
城跡は、日蓮宗寺院の法王山妙法寺境内の裏山にあたり、山王台と呼ばれる標高100メートルの山頂を本曲輪とし、東側の妙見山と呼ばれるピークをニの曲輪、南東の廟山と呼ばれるピークを出丸とする。これらは谷戸奥に鎮座する妙本寺を取り囲むように配されており、それぞれに空堀などの遺構が残る。
城主の村岡三郎は、信濃国（長野県）から興り、鎌倉時代末頃に越後国に移住した風間信昭の舎弟と言われる。
風間信昭は、1307年（徳治2年）に相模国鎌倉郡名瀬（神奈川県横浜市戸塚区名瀬町）で経王山妙法寺を開基・創建し、さらに1323年（元亨3年）に越後国三島郡村田（長岡市村田）にこれを移転し、法王山妙法寺として開基したと伝承されている。その後、弟である村田三郎が兄に代わって妙本寺の檀那となったという。
三郎は、村岡城を拠点とし、兄の信昭に従い南朝方に与して1336年（延元元年/建武3年）の島崎城の戦いなどに参戦したと推定されている。長岡市東保内の蓮念寺（三郎の菩提を弔うために創建されたと伝わる）に残る三郎に関する史料（過去帳・三郎の墓・三郎の妻に贈られた曼陀羅）により、三郎が1367年（貞治6年/正平22年）までに死去していることが確認されているが、村岡城がその後も使用されたかや、いつ頃廃城となったかなどについては良くわかっていない。